# 呼格吉勒图 (语言学家)
呼格吉勒图（1949年10月26日—2017年10月12日）曾用名武绍清，内蒙古自治区赤峰市人，蒙古族，中华人民共和国语言学家。

## 生平
1969年5月至1974年9月，在内蒙古生产建设兵团二师十九团工作，历任班长、上士、司务长、团后勤处机运股会计等。1974年9月至1976年7月，在呼和浩特市内蒙古蒙文专科学校学习。1976年8月至1978年9月，在中共巴彦淖尔盟盟委办公室翻译科担任蒙汉翻译。1978年10月至1981年12月，在内蒙古大学蒙古语文研究所研究生班学习，在语言学家清格尔泰教授指导下撰写《蒙古语族语言基本元音比较》论文，获文学硕士学位。1981年12月起，一直在内蒙古大学工作，历任内蒙古大学蒙古语文研究所副所长、所长，内蒙古大学蒙古学研究院院长，内蒙古大学副校长、校党委委员等职务，是教授、博士生导师。1982年3月至1984年5月，在日本东京外国语大学学习日语、语言学理论、实验语音学、中世纪蒙古语研究、阿尔泰语言学，导师是小泽重男教授。1991年11月至1993年11月，在土耳其安卡拉大学学习土耳其语、古突厥语、阿尔泰语言学等。
呼格吉勒图的研究范围包括现代蒙古语、蒙古语标准音、蒙古语方言、蒙古文正字法、中世纪蒙古语、八思巴文、17至18世纪蒙古文献语言、阿尔泰语系诸语言（包括蒙古语族、突厥语族、满-通古斯语族）比较研究等等。
2017年10月12日，呼格吉勒图在北京病逝。